# Mauzoleum w Qarabağlar
Mauzoleum w Qarabağlar (azer. Qarabağlar türbəsi) – mauzoleum w Azerbejdżanie, w Nachiczewańskiej Republice Autonomicznej, w rejonie Kəngərli, we wsi Qarabağlar, około 30 km na południowy wschód od stolicy rejonu – Qıvraq. Zostało zbudowane prawdopodobnie na początku XIV wieku na cześć Qutuy Xatun, jednej z żon chana Hülakü, założyciela dynastii Ilchanidów. Zabytek architektury.

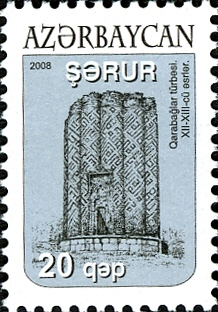
Znaczek pocztowy przedstawiający mauzoleum w Qarabağlar

Mauzoleum jest częścią większego kompleksu architektonicznego, w skład którego, oprócz samego grobowca, wchodziły również chanaka z dwoma minaretami. Do czasów współczesnych przetrwały częściowo minarety, których powstanie datuje się na przełom XII i XIII wieku. Chanakę, w której mieściła się między innymi medresa, dobudowano do minaretów później, prawdopodobnie w okresie panowania Ilchanidów, na planie prostokąta o wymiarach 20 × 16 m. Po 2016 roku kompleks odrestaurowano, a minarety i chanakę odbudowano.
Sam grobowiec składa się z krypty oraz części nadziemnej wzniesionej w kształcie wieży. Wieżę posadowioną na kamiennym cokole tworzy z kolei dwanaście zamkniętych półcylindrów i wieńczy stożkowy dach. Część z badaczy jest zdania, że grobowiec powstał w okresie panowania (1316-1335) Abu Sa’ida.
Od 1998 roku obiekt znajduje się na liście informacyjnej UNESCO wraz z innymi zabytkowymi mauzoleami z Nachiczewańskiej Republiki Autonomicznej.